# 金雞納

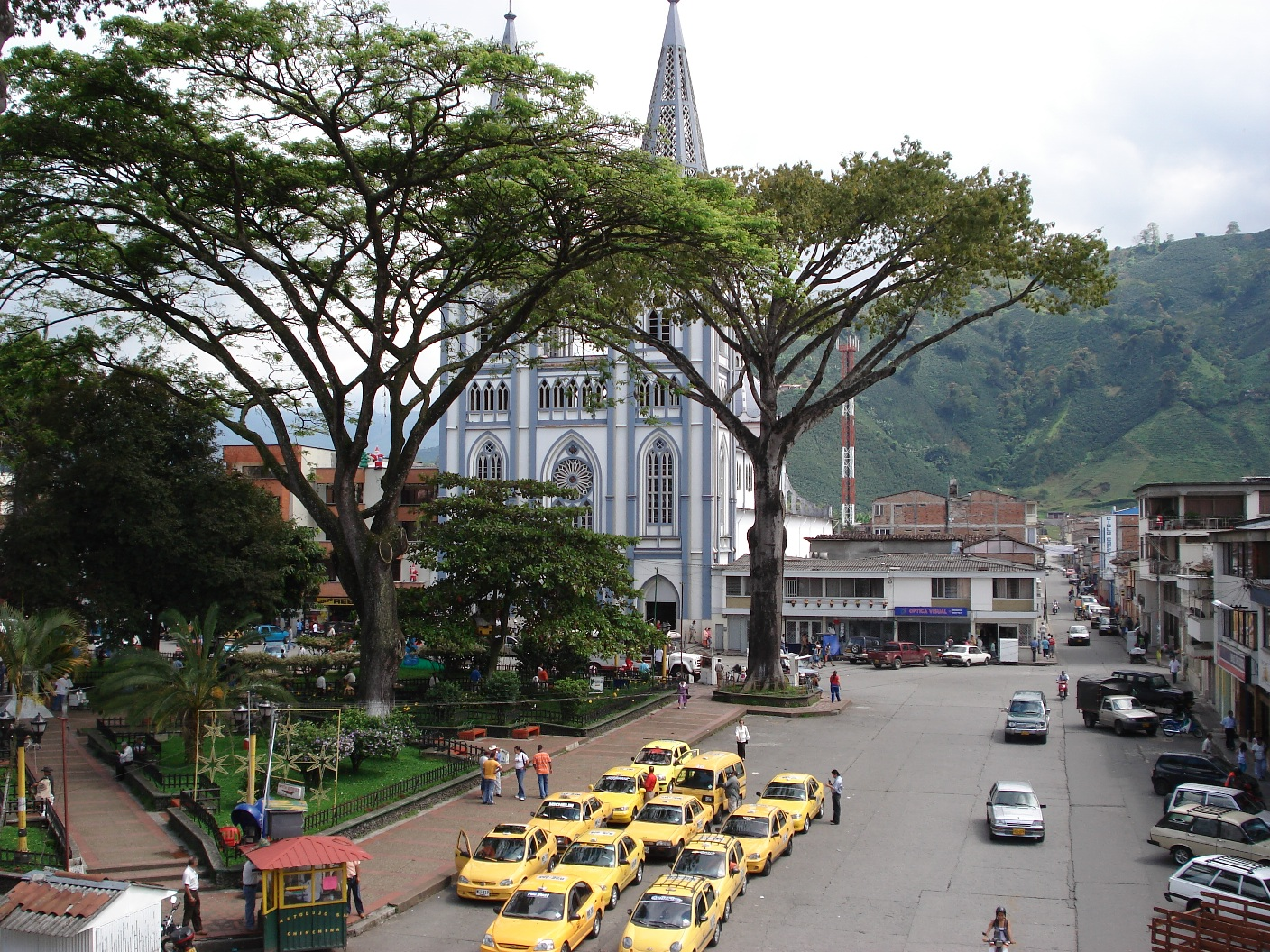

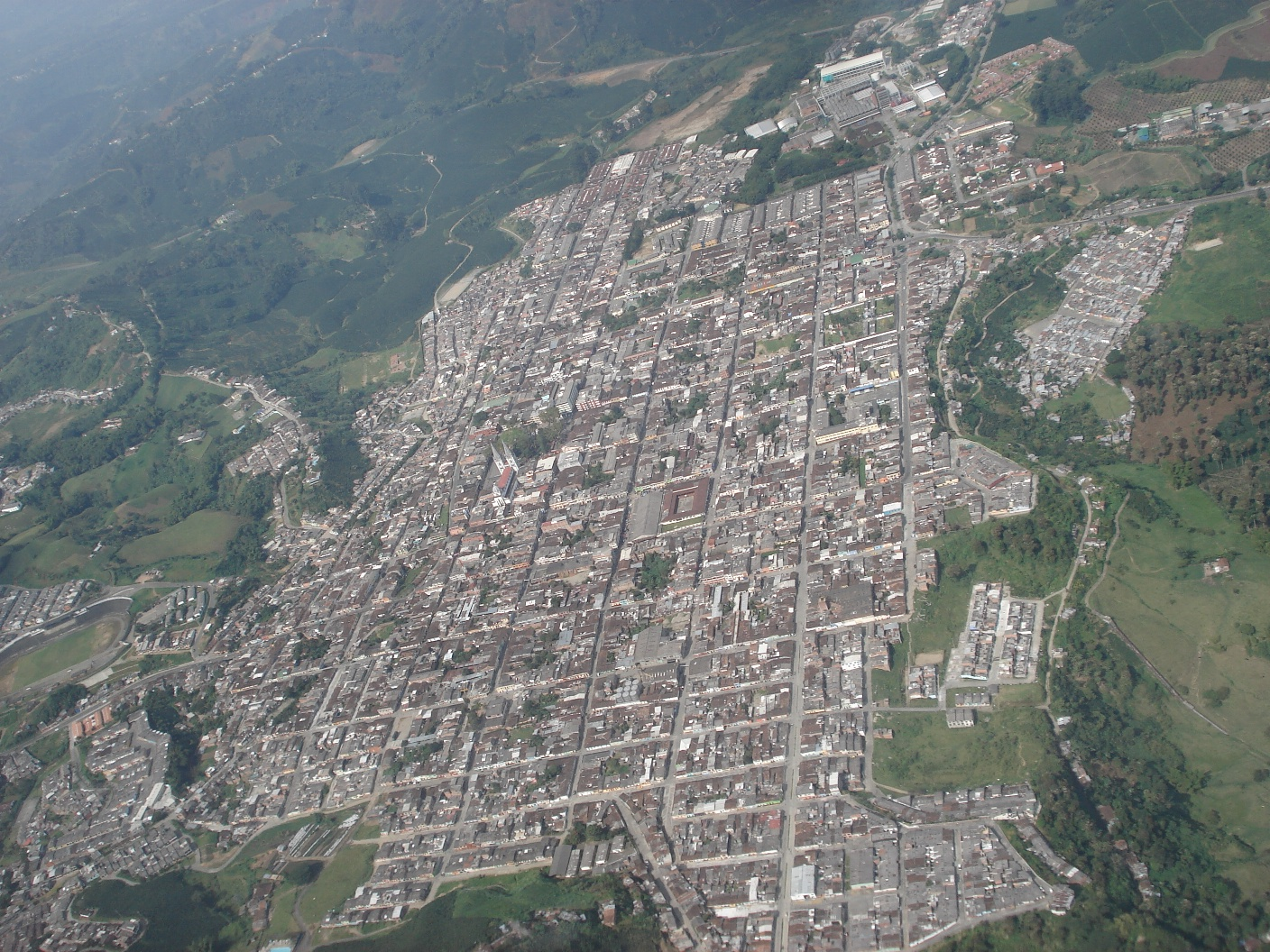

金雞納（西班牙語：Chinchiná）是哥倫比亞的城鎮，位於該國中部，由卡爾達斯省負責管轄，距離內瓦多·德·魯伊斯火山30公里，始建於1857年，面積112平方公里，海拔高度1,378米，人口84,000。